# Tron sig sträcker efter frukten
Tron sig sträcker efter frukten är en psalm med text skriven 1960 av Anders Frostenson och musik skriven 1986 av Curt Lindström.

## Publicerad i
- Den svenska psalmboken 1986 som nr 559 under rubriken "Förtröstan, trygghet".
- Psalmer och Sånger 1987 som nr 723 under rubriken "Framtiden och hoppet - Pilgrimsvandringen".[1]